# エルネスト・ブロッホ
エルネスト・ブロッホ（ドイツ語: Ernest Bloch, 1880年7月24日 - 1959年7月15日）はスイス出身のユダヤ人作曲家・音楽教師。

## 生涯
ジュネーヴに生まれ、ブリュッセル音楽院でウジェーヌ・イザイほかに師事。その後フランクフルト・ホーホ音楽学校にも学ぶ。1916年に渡米するまでヨーロッパ各地を転々とした。1924年に合衆国市民権を取得。教育者としてアメリカ各地の音楽学校から引く手あまたで、ジョージ・アンタイルやロジャー・セッションズ、クインシー・ポーターらが門人にいる。1920年12月に、新設されたばかりのクリーブランド音楽学校の首席音楽監督に就任、1925年までその任を務める。その後、1930年代はほとんどスイスに帰省していたが、後にアメリカに戻った。オレゴン州ポートランドにて癌により永眠。

## 作品
歌劇《マクベス》（1910年）を含む初期作品は、新ドイツ楽派のリヒャルト・シュトラウスや、フランス印象主義音楽のドビュッシーの両方からの影響を示している。最も有名な作品を含む成熟期の作品は、しばしばユダヤ教の典礼音楽や、ユダヤ人の民俗音楽を依り拠としている。この例が、チェロと管弦楽のための《シェロモSchelomo 》や《イスラエル交響曲Israel Symphony 》（以上1916年）、ヴァイオリン曲《バール・シェムBaal Schem 》（1923年）、バリトン独唱と合唱、管弦楽のための《聖なる典礼Avodath Hakodesh 》（1933年）にほかならない。ヨゼフ・シゲティのために作曲されたヴァイオリン協奏曲や、合唱つきの《アメリカ狂詩曲》もこの時期の作品である。
第二次世界大戦後の作品は、様式の上でより多様性がみられるが、本質的にロマン主義的な音楽語法は依然として残っている。《ヘブライ組曲Suite hébraïque 》（1950年）は相変わらずユダヤ的な題材を扱っている。《合奏協奏曲 第2番》（1952年）は、ロマン派的な和声法を踏まえながらも、バロック音楽の形式を用いることで、新古典主義への関心を強調している。後期の弦楽四重奏曲などでは、無調的な要素も見受けられる。

## 作品一覧

### 歌劇
- マクベス（1909年）

### 交響曲
- 交響曲嬰ハ短調（1902年）
- イスラエル交響曲（1916年）
- シンフォニア・ブレーヴェ（短編交響曲）（1953年）
- 交響曲変ホ調 （1955年）

### 協奏曲・協奏的作品
- ヘブライ狂詩曲「シェロモ」（1916年）
- ヴィオラと管弦楽のための組曲 （1919年）
- 交響詩「荒野の叫び」（1936年）
- ヴァイオリン協奏曲 （1938年）
- ヴァイオリンと管弦楽のための「バール・シェム」 （1939年）
- 交響協奏曲 1948 Agate Beach
- スケルツォ・ファンタスク 1948 Agate Beach
- コンチェルティーノ 1950 Agate Beach
- ヘブライ組曲（1951年）
- トロンボーンと管弦楽のための交響曲（1954年）
- プロクラメーション（1955年）
- モーダル組曲（1956年）
- 2つの最後の詩（1958年）

### 管弦楽曲
- 交響詩「冬－春」
- 3つのユダヤの詩（1913年）
- 夜に - 管弦楽のための愛の詩 （1922年）
- 海の詩（1922年）
- エピック・ラプソディ「アメリカ」（1926年）
- 交響詩「ヘルヴェティア」（1929年）
- 交響組曲「エヴォカシオン」（1937年）
- 交響組曲（1944年）
- イン・メモリアム（1952年）
- コンチェルト・グロッソ第1番（1925年）
- コンチェルト・グロッソ第2番（1952年）

### 室内楽・器楽曲
- 弦楽四重奏曲第1番（1916年）
- 弦楽四重奏曲第2番（1945年）
- 弦楽四重奏曲第3番（1952年）
- 弦楽四重奏曲第4番（1953年）
- 弦楽四重奏曲第5番（1956年）
- ピアノ五重奏曲第1番（1923年）
- ピアノ五重奏曲第2番（1957年）
- 山にて（1925年）
- 夜 （1925年）
- 風景 （1925年）
- 前奏曲 （1925年）
- 弦楽四重奏のための2つの小品 （1950年）
- 3つの夜想曲
- ヴァイオリン・ソナタ第1番（1920年）
- ヴァイオリン・ソナタ第2番 （1924年）
- バール・シェム（1923年）
- 異国風の夜（1924年）
- 「アボダー」（1929年）
- 「メロディー」（1929年）
- ヴィオラとピアノのための組曲（1919年）
- ヘブライ組曲（1951年）
- 瞑想と行列（1951年）
- ヘブライの瞑想曲（1951年）
- ユダヤ人の生活から（1925年）
- モーダル組曲（1956年）

### ピアノ曲
- 捧げもの　（1914年）
- 4つのサーカスの小品 （1922年）
- 夜に（1922年）
- 海の詩 （1922年）
- 聖なる踊り （1923年）
- セピア色の5つのスケッチ  （1923年）
- 子供らしさ－子供のための10の小品（1923年）
- 涅槃（1923年）
- ピアノソナタ  （1935年）
- 幻影と予言  （1935年）